# Janet Munro
Pour les articles homonymes, voir Munro (homonymie).
Janet Munro, née le 28 septembre 1934 à Blackpool, Lancashire en Angleterre et morte le 6 décembre 1972, 
à Archway, Londres, Angleterre.
Munro a joué dans trois films Disney : Darby O'Gill et les Farfadets (Darby O'Gill and the Little People, sorti en 1959), Le Troisième Homme sur la montagne (The Third Man on the Mountain, 1959) et Les Robinsons des mers du Sud (The Swiss Robinson Family, 1960). D'autres crédits de film étaient des rôles dans La terreur Trollenberg (The Trollenberg Terror, 1958) et Le Jour où la Terre prit feu (The Day the Earth Caught Fire, 1961).

## Biographie
Janet Neilson Horsburgh, connue sous le nom de Janet Munro, était une actrice britannique.  Elle a remporté un Golden Globe Award pour sa performance dans le film Darby O'Gill and the Little People (1959) et a également reçu une nomination à la British Academy Film Award (BAFTA Award) pour sa performance dans le film Accusé, levez-vous (Life for Ruth, 1962).
Janet Munro alors sous contrat avec le studio Disney avait initialement refusé son rôle dans The Horsemasters (1961) car l'équitation ne la passionnait pas, et ce téléfilm est devenu sa dernière production pour le studio. Les chevaux étaient devenus une phobie à la suite d'un incident avec un zèbre dans le film Les Robinsons des mers du Sud (1960) mais après quelques leçons avec un cheval elle avait constaté que les chevaux sont plus dociles que les zèbres et accepta le rôle.

## Filmographie
- 1959 : Darby O'Gill et les Farfadets (Darby O'Gill and the Little People) de Robert Stevenson
- 1959 : Le Troisième Homme sur la montagne (Third Man on the Mountain) de Ken Annakin
- 1960 : Les Robinsons des mers du Sud (Swiss Family Robinson) de Ken Annakin
- 1961 : Le Jour où la Terre prit feu (The Day the Earth Caught Fire) de Val Guest
- 1961 : The Horsemasters de William Fairchild (téléfilm)
- 1962 : Accusé, levez-vous (Life for Ruth) de Basil Dearden
- 1968 : Les Filles du code secret (Sebastian)